# 源俊隆
源 俊隆（みなもと の としたか）は、平安時代後期の貴族・歌人。村上源氏、大蔵卿・源師隆の子。官位は正五位下・皇太后宮亮。

## 経歴
元永元年（1118年）10月2日に藤原忠通により開かれた「内大臣家歌合」に名前がある。『中右記』の記録によれば、元永3年（1120年）当時治部少輔を務めていたようである。

## 系譜
- 父：源師隆
- 母：藤原為房の娘
- 妻：藤原為隆の娘
  - 男子：隆暁（1032-1104）
- 生母不明の子女
  - 男子：晴俊[1]
  - 女子：皇嘉門院別当